# Sconfinamento della guerra civile siriana in Turchia
Lo sconfinamento della guerra civile siriana in Turchia consiste in una serie di episodi che hanno coinvolto le forze armate turche e le siriane nel corso della guerra civile siriana determinando un innalzamento della tensione tra i due paesi e la morte di civili e soldati di entrambi gli schieramenti. Da gennaio 2014 gli episodi coinvolgono anche i miliziani dello Stato Islamico dell'Iraq e Levante.
Fin dalle prime fasi della sollevazione popolare contro il governo siriano nel 2011, la Turchia ha subito condannato la repressione perpetrata dalle forze dell'ordine e chiesto le dimissioni del presidente Bashar al-Assad. A partire dall'agosto 2011, il governo turco ha fornito supporto politico e materiale alle forze di opposizione siriane. Il Consiglio nazionale siriano, principale organo politico dei ribelli fino al novembre 2012 è stato costituito a Istanbul e il centro operativo dell'Esercito Siriano Libero si trova entro i confini turchi fino alla seconda metà del 2012.
A causa del lungo e difficilmente controllabile confine tra Turchia e Siria, al massiccio afflusso di profughi in fuga dai combattimenti e all'accesso di volontari stranieri dal confine turco, la Turchia ha gradualmente ammassato truppe al confine siriano.
A seguito del conflitto tra lo Stato Islamico dell'Iraq e Levante e il resto delle forze ribelli in Siria a partire dal gennaio 2014, la Turchia è protagonista anche di azioni contro le milizie islamiste che oltrepassano il confine. Tale conflitto aumenta di intensità a fine settembre 2014, quando, come conseguenza dell'offensiva dell'ISIS sulla regione siriana a maggioranza curda di Kobanê, un flusso di 160 000 profughi varca il confine. Il 2 ottobre il parlamento turco approva una mozione che permette alle forze armate di eseguire operazioni in Siria e Iraq volte a creare una fascia di sicurezza oltre confine.

## Primi scontri di frontiera
Il primo episodio di tensione causato da uno sconfinamento di soldati siriani in territorio turco avviene il 5 dicembre 2011, quando, durante la notte, 35 miliziani armati cercano di entrare in territorio siriano. Le guardie di confine siriane aprono il fuoco e respingono il tentativo di intrusione. I miliziani vengono aiutati dalle truppe turche ricevendo i soccorsi medici per curare i feriti.
Si verificano altri tentativi di accesso al territorio siriano il 12 dicembre, quando vengono uccisi dalle guardie di confine 2 miliziani, il 1º febbraio 2012 e il 10 marzo 2012.

## Abbattimento del caccia turco
Un episodio che ha notevolmente alzato la tensione tra Siria e Turchia è stato l'abbattimento di un cacciabombardiere Phantom F-4 dell'aviazione turca da parte della contraerea siriana il 22 giugno 2012. Pilota e copilota del jet rimangono uccisi nell'attacco.

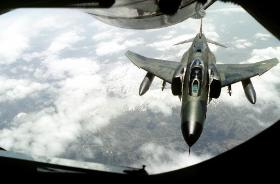
Cacciabombardiere McDonnell Douglas F-4 Phantom dell'aviazione turca

Il cacciabombardiere stava eseguendo un volo di prova per testare il funzionamento del sistema di segnalazione radar turco quando, alle 11:42, entra erroneamente nello spazio aereo siriano per poi uscirne alle 12:02. L'artiglieria contraerea siriana, senza avvertimenti preventivi via radio, apre il fuoco dal villaggio di Om al-Tuyour causando l'abbattimanto.
Pur ammettendo la violazione dello spazio aereo siriano, il ministro degli esteri turco ha dichiarato che l'abbattimento è stato eseguito nello spazio aereo internazionale, versione contestata dal governo siriano, che afferma la presenza continuativa del jet sopra le acque territoriali siriane.
Il primo ministro turco Recep Tayyip Erdoğan accusa violentemente il governo siriano annunciando la modifica delle procedure di ingaggio delle truppe turche stanziate al confine. Il presidente siriano Bashar al-Assad invece cerca di smorzare i toni esprimendo "profondo rammarico per l'accaduto".
Alcune speculazioni giornalistiche successive accusano la marina russa dell'uccisione dei due piloti. Secondo la versione di Al Arabiya l'abbattimento sarebbe stato provocato sulla base di un ordine proveniente da Mosca e in coordinamento con le forze navali russe. I piloti turchi, il capitano Gorkhan Ertan e il luogotenente Hasan Husyin Aksoy, sarebbero stati recuperati vivi, trasportati a terra ed uccisi subito dopo.

## Scontri di frontiera dell'ottobre 2012
Il 3 ottobre 2012 si verificano gli scontri più sanguinosi tra le forze armate dei due paesi confinanti. Verso la fine del 2012 infatti le forze ribelli nel nord della Siria intensificano l'attività contro le truppe governative e, negli scontri, si ripetono lanci di artiglieria in territorio turco. Il 3 ottobre un colpo di mortaio colpisce un'abitazione nella cittadina turca di confine di Akçakale uccidendo 5 persone e provocando 13 feriti. Le forze armate turche reagiscono immediatamente, facendo alzare in volo 5 cacciabombardieri e attivando l'artiglieria di confine. Il successivo bombardamento di risposta in territorio siriano provoca la morte di 3 soldati. Per tutto il mese di ottobre si susseguono incidenti simili, provocando solo danni materiali in Turchia e la morte di altri 12 soldati siriani.
Su iniziativa turca viene inoltre convocato un consiglio NATO. in merito all'aggressione di cui la Turchia si dice vittima e verso la quale gli Stati Uniti manifestano appoggio incondizionato in caso di escalation di tipo militare. 
La Russia al contrario esprime il proprio appoggio al governo siriano.
Il 10 ottobre due F-16 turchi costringono un Airbus A320 siriano, partito da Mosca e diretto a Damasco, ad atterrare nell'aeroporto Esenboga di Ankara, sulla base del sospetto che quest'ultimo trasportasse armi destinate all'esercito regolare siriano. Secondo indiscrezioni provenienti da fonti interne all'azienda Rosoboronexport, unica azienda russa nel mercato delle armi export russe, sull'aereo ci sarebbero state tecnologie antimissile destinate ai lealisti siriani.

## Incidenti di frontiera nel 2013
Nel 2013 si sono verificati alcuni incidenti di frontiera che hanno coinvolto principalmente le guardie di confine turche e le milizie ribelli siriane. La riduzione degli scontri tra forze armate siriane e turche è dovuta al controllo quasi totale dei valichi di frontiera da parte dei ribelli.
L'11 febbraio 2013 nella cittadina frontaliera turca di Cilvegözü esplode un'autobomba che causa la morte di 14 persone. La città si trova vicino ad uno dei valichi di frontiera più utilizzati dai profughi siriani. L'attacco non viene rivendicato.
Il 30 aprile 2013 le forze aeree siriane conducono un bombardamento in territorio turco con l'obiettivo di colpire la base operativa del gruppo ribelle islamista Ahrar al-Sham. Vengono uccisi 5 ribelli nell'operazione.
Il 2 maggio 2013 si verifica il primo chiaro episodio di scontro tra truppe turche e milizie ribelli siriane. Un gruppo di miliziani cerca di entrare in territorio turco attraverso il valico di frontiera di Akcakale. Nello scontro a fuoco che segue viene ucciso un soldato turco.
L'11 maggio 2013 si verifica il più sanguinoso episodio occorso su territorio turco e collegato alla guerra civile siriana.
Due autobomba esplodono nella cittadina frontaliera di Reyhanlı uccidendo 51 persone e ferendone 140. Sebbene l'attacco non venga rivendicato, il governo turco accusa i servizi segreti siriani e il 12 maggio, a seguito di un'operazione di polizia, vengono arrestati 9 cittadini turchi con legami con l'intelligence siriana. 
A settembre 2013 nuove rivelazioni scagionerebbero il governo siriano, accusando dell'attentato la milizia islamista dello Stato Islamico dell'Iraq e Levante.
Il 16 settembre 2013 l'aviazione turca abbatte un elicottero siriano che si trova in fase di ricognizione nello spazio aereo turco.

## Bombardamento del convoglio ISIL
Il 28 gennaio 2014 le forze aeree turche eseguono la prima operazione contro i ribelli jihadisti dello Stato Islamico dell'Iraq e Levante (ISIL) volta a interrompere il continuo sconfinamento dei ribelli. Un convoglio dell'ISIL, composto da un pickup, un camion e un autobus entra in territorio turco e viene individuato dall'aviazione. I cacciabombardieri attaccano e distruggono il convoglio. Non si conosce il numero di vittime tra i miliziani.
Il governo ha dichiarato che l'operazione è stata condotta per evitare nuovi sconfinamenti di miliziani islamisti e che l'ISIL è ritenuta responsabile di crimini contro la popolazione civile siriana di origine turca

## Abbattimento del caccia siriano
Il 23 marzo 2014 si verifica un nuovo episodio che alza la tensione tra Siria e Turchia. Nell'ambito delle operazioni militari delle forze armate siriane nel nord del governatorato di Latakia dove i ribelli siriani tentano di assumere il controllo del valico di frontiera di Kesab, un Mig-23 dell'aviazione siriana viene abbattuto da un F-16 dell'aviazione turca a causa di uno sconfinamento nello spazio aereo turco del caccia siriano. Il pilota riesce a salvarsi lanciandosi con il paracadute.
La reazione siriana, sebbene solo politica, è molto dura. Il governo siriano nega lo sconfinamento del caccia e dichiara che da parte turca ci sia stata una "evidente aggressione". Inoltre la Siria accusa la Turchia di dare rifugio ai ribelli islamisti, garantendo loro il passaggio per proseguire l'offensiva di Kesab.
La Turchia dichiara invece che i jet sconfinati sono stati due, di cui solo uno è rientrato nello spazio aereo siriano dopo ripetuti avvertimenti. Inoltre lo sconfinamento viene considerata una "deliberata provocazione".

## Assedio di Kobane e crisi curda
Lo sconfinamento della guerra civile in Turchia si aggrava notevolmente a settembre 2014, quando lo Stato Islamico dell'Iraq e Levante scatena in Siria una violenta offensiva contro le milizie curde che controllano la regione intorno alla cittadina di confine di Kobanê. Il 17 settembre l'ISIL conquista in un solo giorno 21 villaggi curdi penetrando in profondità nel territorio controllato dai gruppi di difesa YPG e puntando direttamente verso il confine turco.
La veloce avanzata islamista e il timore di violenze indiscriminate, costringe gran parte della popolazione civile a spostarsi verso nord e cercare di oltrepassare il confine turco. In una settimana si ammassano alla frontiera 130 000 profughi.
Come reazione le forze di sicurezza turche chiudono la frontiera, permettendo il passaggio di solo una parte degli sfollati. A molti viene chiesto di ritornare ai loro villaggi in Siria.
Parallelamente, di fronte alla più grave sconfitta da parte dei curdi siriani dall'inizio della guerra civile, i membri del PKK turco, formazione gemella del Partito dell'Unione Democratica siriano, annunciano la mobilitazione in soccorso del Kurdistan siriano e almeno 300 miliziani, il 19 settembre, oltrepassano il confine turco verso la Siria.
Lo stato turco chiude le frontiere in uscita per impedire l'afflusso di combattenti. Tuttavia i potenziali combattenti di origine turca si ammassano al confine chiedendo di poter entrare a Kobanê. Giornalmente scoppiano tafferugli con polizia ed esercito turco, che presidiano il confine.
Il PKK accusa il governo turco di ostacolare la difesa del territorio curdo in Siria e, di fatto, di sostenere le operazioni dell'ISIL. Il leader del PKK, Abdullah Öcalan, annuncia la fine della tregua con la Turchia nel caso in cui cada Kobanê.
Il parlamento turco, il 2 ottobre, approva una mozione che permette l'intervento delle forze armate in Siria per combattere contro l'ISIL e prevede la possibilità di creare una fascia di sicurezza interna al territorio siriano ove ospitare e soccorrere i profughi della guerra civile.
Tuttavia, nonostante l'ISIL continui ad avanzare verso Kobanê e il numero di profughi curdi in fuga raggiunga le 170 000 persone, i mezzi corazzati turchi si posizionano sul confine siriano senza oltrepassarlo.
Il 6 ottobre il primo ministro Ahmet Davutoglu annuncia che la Turchia accoglierà sul suo territorio i profughi siriani, ma non permetterà l'accesso in Siria ai combattenti curdi. Inoltre dichiara che l'impegno militare turco in territorio siriano può verificarsi "solo se la strategia USA includerà anche la destituzione di Assad".
L'immobilismo turco provoca la reazione violenta dei curdi in tutta la nazione. Dal 7 ottobre nelle principali città curde in Turchia scoppiano scontri con la polizia, che si diffondono anche ad Ankara e Istanbul. In 4 giorni si contano 31 morti. In alcuni casi si registrano scontri anche tra curdi e militanti di partiti islamisti, simpatizzanti dell'ISIL.